# Epirrhoe fulminata
Epirrhoe fulminata är en fjärilsart som beskrevs av Alphéraky 1883. Epirrhoe fulminata ingår i släktet Epirrhoe och familjen mätare. Inga underarter finns listade i Catalogue of Life.